# Nabada
A nabada é uma especialidade da culinária portuguesa. Consiste num doce oriundo da Beira Litoral, mais exatamente de Semide, na atual Freguesia de Semide e Rio Vide, no Município de Miranda do Corvo. É um doce tipo compota, feita de nabos e açúcar, com origens no Mosteiro de Santa Maria de Semide, elaborado pelas monjas desse mosteiro.
A sua preparação longa e trabalhosa justificará o desuso em que tem caído.